# A Magyar Érdemrend Szent Koronával ékesített nagykeresztje (1939)
A Magyar Érdemrend Szent Koronával ékesített nagykeresztje 1939. május 13-án lett alapítva.

## Leírása
A Magyar Érdemkereszt, majd Érdemrend a középpont felé összefutó szárú, fehérzománcos kereszt. Ennek közepén a kör alakú éremfelületen a babérkoszorú övezte piroszománc mezőben hármashalmon pihenő nyitott koronából arany apostoli kettőskereszt nő ki. Hátsó oldalán e jelmondat: "Si Deus pro nobis, quis contra nos" és magának a Magyar Érdemkeresztnek az alapítása éve 1922.
A Szent Koronával ékesített nagykereszt keskeny sötét smaragdzöld zománcszegélyű, aranyszélű fehérzománcos 60 mm átmérőjű kereszt, mely Szent Koronának 35 mm széles és 20 mm magas aranyból készült hű másán függ. Egy 100 mm széles szalagon a jobb vállról a bal csípő felé viselendő. A szalag közepén végigfutó 88 mm széles sötétsmaragdzöld sávot jobbról balról 2 mm széles fehér színű csík választja el a szalag két szélén végigfutó 4 mm széles sötétpiros szegélycsíktól.
Az ún. hadiszalag színei ellentétesek az előbb leírtaktól. A középső mező élénkpiros színű, amíg a szegélycsíkok fehér és világoszöld színűek.
A Szent Koronával ékesített nagykereszthez egy nyolc egyenlő sugarú, a bal mellre tűzendő ezüstös csillag jár, melynek átmérője 100 mm.
A csillag közepén a fent részletesen leírt babérkoszorú övezte piroszománc mezőben hármashalmon pihenő nyitott koronából arany apostoli kettőskereszt nő ki, amin a Szent Korona kicsinyített mása nyugszik. 
A Szent Koronával ékesített nagykereszthez a Kormányzó az adományozáskor történő ezirányú rendelkezése esetén hozzátartozik a Magyar Érdemrend lánca is. Ami anyagát tekintve egy aranyozott ezüstlánc. A lánc hossza 990 mm hosszú és 30 szemből áll. E 30 szemből 28 szem váltakozva egyrészt a Magyar Szent Koronának 28 mm széles és 17 mm magas hű mása, másrészt 32 mm és 28 mm főméretű ovális alakú babérkoszorú, amely a koronás harmashalomból kiemelkedő kettőskeresztet övezi. A 29-ik záró szem a Magyar Szent Koronának a lánc többi hasonló szemével egyező méretű hű mása, azonban a többi hasonló szemekhez képest 90 fokkal elfordított fekvésben. A lánc közepén lévő 30-ik szem ismét ovális alakú babérkoszorú, mely a koronás hármashalomból kiemelkedő kettőskeresztet övezi, azonban e koszorú főméretei 48 mm és 38 mm. Erről a középszemről a Szent Koronának 35 mm széles és 20 mm magas hű mása és erről a Magyar Érdemrend középkeresztje függ. A lánc egyes szemeit két láncocska kapcsolja egymáshoz.
|  |  |  |  |